# Raúl Sendic
Raúl Sendic Antonaccio (Chamangá, Flores, Uruguai, 16 de março de 1925 —  París, 28 de abril de 1989) foi um advogado procurador, revolucionário guerrilheiro e político uruguaio.

## Biografía
Raúl nasceu na área rural de Chamangá, no sudeste do departamento de Flores, e era o quinto filho do casamento entre Victoriano Sendic e Amalia Antonaccio. Cursou o primário na escola agrária do lugar e a secundária na capital departamental, Trinidad. Ao terminar a secundária em 1943, mudou-se para Montevideo, onde se inscreveu na Faculdade de Direito da Universidade de la República e começou a trabalhar em um escritório jurídico. Não conseguiu o título de advogado pois cursou apenas 5 anos e meio dos 6 que necessitava para se formar. Ainda sim, obteve o título de procurador.
Como procurador, mudou-se para a cidade de Paysandú onde se vinculou como defensor legal dos trabalhadores da indústria açucareira do norte do Uruguai, que naquela época vivia em condições de exploração extrema e marginalidade social.

## Formação do MLN-T
Militante do Partido Socialista do Uruguai, em 1962 organiza, junto a outros militantes de esquerda uruguaia, a guerrilha denominada Movimento de Libertação Nacional - Tupamaros. Neste momento, por conta de uma ordem de captura por parte do Poder Judiciário, passa a viver na clandestinidade, situação que se manteve até sua captura definitiva em 1972. Apesar disto, seu nome começa tornar-se relevante na cena pública, convertendo-se em quase lenda viva.

## Descendência
Raúl Sendic teve cinco filhos: Raúl Fernando, Ramiro, Jorge Raúl, Alberto y Carolina.